# Contagio emotivo
Il contagio emotivo, in psicologia, descrive una forma di trasmissione emotiva che riguarda il rapporto tra esseri umani ed è strettamente legato all'empatia.

## Descrizione
Psicologicamente siamo influenzati ed influenziamo gli altri ricevendo o trasmettendo stati di euforia o di depressione. Siamo in qualche misura predisposti a rispondere agli stimoli che riceviamo in maniera simile, sovrapponibile. Entra in gioco un automatismo attivato dai neuroni specchio che sincronizza le espressioni, le posture e le altre manifestazioni con quelle di diverse persone presenti in ogni ambiente, anche sul posto di lavoro.

## Forme di contagio emotivo

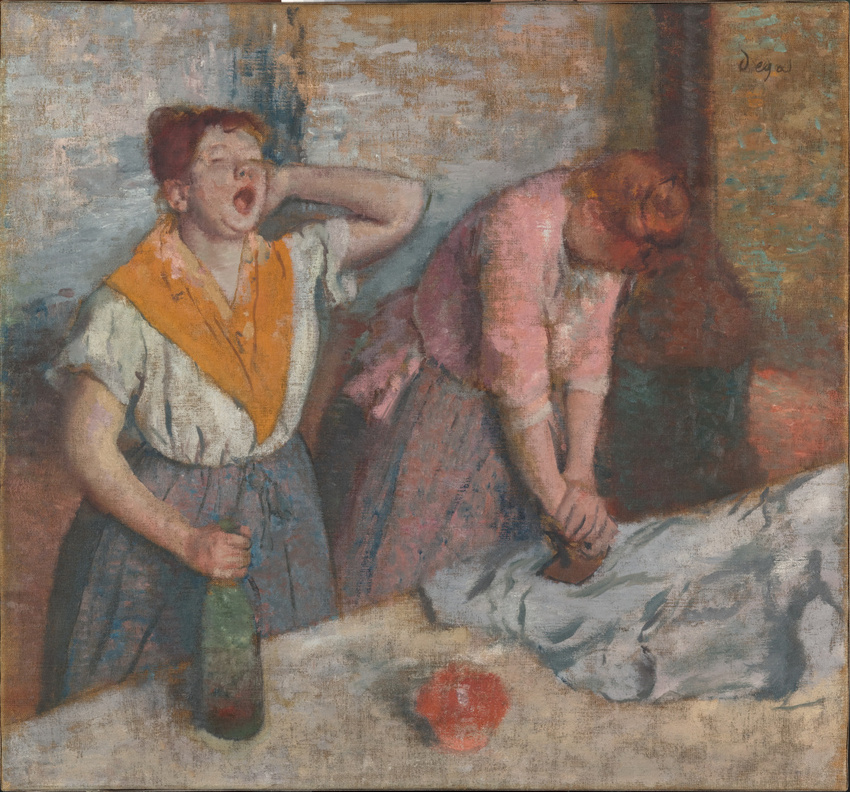
Edgar Degas, Stiratrici, Museo d'Orsay

- Sbadiglio. Mentre lo sbadiglio spontaneo evolutivamente appare molto antico, presente da almeno 200 milioni di anni, lo sbadiglio contagioso è diverso e sinora ricontrato solo in alcune scimmie e nell'uomo.[4]
- Rabbia collettiva. Talvolta osservando il comportamento di un gruppo si nota che alcune persone trasmettono forti emozioni di rabbia. Questo fenomeno può portare a forme di adattamento, quindi positive, oppure a disadattamento con conseguenze negative.[5]
- Contagio emotivo sui social. La lettura su un social network di un messaggio positivo o negativo può incrementare analoga emozione e la sua conseguente risposta.[6]